# ویتالی سولومین
ویتالی سولومین (روسی: Виталий Мефодьевич Соломин؛ ۱۲ دسامبر ۱۹۴۱ – ۲۷ مهٔ ۲۰۰۲) هنرپیشه، کارگردان و فیلمنامه‌نویس اهل کشور اتحاد جماهیر شوروی سوسیالیستی (روسیهٔ کنونی) بود. او برادر کوچکتر یوری سولومین بود.

## فیلمشناسی
- سگ باسکرویل -۱۹۸۱
- ماجراهای شرلوک هلمز و دکتر واتسون -۱۹۸۰